# Liste der Einträge im National Register of Historic Places im Genesee County (New York)

Das Genesee County (rot) liegt im Westen von New York.

Diese Liste der Denkmäler im National Register of Historic Places listings im Genesee County enthält alle bis zum 25. März 2011 in das National Register of Historic Places aufgenommenen Kulturdenkmäler im Genesee County im Bundesstaat New York in den Vereinigten Staaten. Von den derzeit 19 eingetragenen Stätten ist eine, das Holland Land Office, als National Historic Landmark eingestuft.

## Liste der Einträge
|    | Bezeichnung                                     | Bild                                          | Datum der Eintragung | Lage                                                                                                   | Ort          | Beschreibung |
| -- | ----------------------------------------------- | --------------------------------------------- | -------------------- | --- | ------------ | --- |
| 1  | Alexander Classical School                      |                                               | 25. Okt. 1973        | Buffalo St. 42° 54′ 8″ N, 78° 15′ 34″ W                                                                | Alexander    | Seltenes dreistöckiges Bauwerk aus Feldsteinen, das einzige Kulturdenkmal seiner Art im County; es wurde 1837 als Internatsschule gebaut und wurde später als öffentliche Schule und danach als Town Hall genutzt.                                                                                                  |
| 2  | Batavia Cemetery                                |                                               | 8. Apr. 2002         | Harvester Ave. 42° 59′ 36″ N, 78° 10′ 17″ W                                                            | Batavia      | Der Friedhof wurde 1823 eingerichtet. Zu den hier begrabenen Personen zählen Joseph Ellicott, Albert und Arthur Brisbane sowie in einem Mausoleum Dean Richmond. Ein hohes Denkmal in der Nähe des südlichen Randes erinnert an das Verschwinden des gegen die Freimaurer agierenden William Morgan im Jahr 1824.   |
| 3  | Batavia Club                                    |                                               | 19. Juni 1973        | Main St. und Bank St. 42° 59′ 51″ N, 78° 10′ 55″ W                                                     | Batavia      | Das 1831 errichtete Backsteingebäude im Federal Style war ursprünglich eine Bank. Es ist eines von nur zwei noch bestehenden Bauwerken in New York von Hezekiah Eldredge. |
| 4  | First Presbyterian Church                       |                                               | 6. Dez. 2004         | 300 E. Main St. 42° 59′ 55″ N, 78° 10′ 46″ W                                                           | Batavia      | Kirchenkomplex, der zwischen 1854 und 1919 entstand und so die Veränderungen in der Glaubensausübung amerikanischer Protestanten widerspiegelt. |
| 5  | Genesee County Courthouse                       |                                               | 18. Juni 1973        | Main St. und Ellicott St. 42° 59′ 52″ N, 78° 11′ 14″ W                                                 | Batavia      | Klassizistisches Gebäude aus Kalkstein aus dem Jahr 1843, durch das das ursprünglich Courthouse ersetzt wurde, welches dem gesamten Holland Purchase diente. Beim Bau wurden vor Ort gefundene Materialien verwendet; das Bauwerk ist im Brennpunkt des historischen Distriktes im Westen der Downtown von Batavia. |
| 6  | Genesee County Courthouse Historic District     |                                               | 10. Dez. 1982        | begrenzt von Porter und Jefferson Ave. sowie Main, Court und Ellicott St. 42° 59′ 53″ N, 78° 11′ 14″ W | Batavia      | Verwaltungskern von Batavia, fünf Verwaltungsgebäude stehen an der Gabelung alter Pfade der Irokesen. Die Gebäude entstanden zwischen den 1840er und 1920er Jahren. |
| 7  | Gifford-Walker Farm                             |                                               | 10. Jan. 1980        | 7083 N. Bergen Rd. 43° 7′ 51″ N, 78° 0′ 54″ W                                                          | North Bergen | intaktes Farmhaus aus dem Jahr 1870 im Stil der Carpenter Gothic |
| 8  | Holland Land Office                             |                                               | 15. Okt. 1966        | W. Main St. 42° 59′ 55″ N, 78° 11′ 21″ W                                                               | Batavia      | Das 1815 errichtete klassizistische Bauwerk war das Hauptverkaufsbüro für die ursprünglichen Eigentümer von Western New York, die Holland Land Company |
| 9  | Keeney House                                    |                                               | 11. Sep. 1979        | 13 W. Main St 42° 58′ 38″ N, 77° 59′ 35″ W                                                             | Le Roy       | In den 1820er Jahren im Federal style erbautes Haus. Später Ergänzungen im klassizistischen Stil wurden bei einer Renovierung Anfang des 20. Jahrhunderts entfernt. |
| 10 | Lake Street Historic District                   |                                               | 5. Sep. 1985         | 10 und 12 S. Lake St. sowie 11-27 N. Lake St. 43° 5′ 7″ N, 77° 56′ 33″ W                               | Bergen       | kleine Gruppe von Gebäuden in der Downtown von Bergen, die Ende des 19. und Anfang des 20. Jahrhunderts entstanden, viele von ihnen verfügen über Ladenfronten mit Gusseisen |
| 11 | Le Roy House and Union Free School              |                                               | 7. Nov. 1997         | 23 E. Main St. 42° 58′ 42″ N, 77° 59′ 11″ W                                                            | Le Roy       | Das klassizistische Haus beherbergt ein Heimatmuseum. Es wurde von 1823 an von Jacob Le Roy in drei Phasen errichtet. Das 1898 errichtete Schulgebäude dahinter dient heute als Jell-O-Museum. |
| 12 | Machpelah Cemetery                              | Woodward Mausoleum                            | 19. Nov. 2007        | North St. 42° 59′ 10,5″ N, 77° 59′ 0,6″ W                                                              | Le Roy       | Landschaftsfriedhof, der 1858 eröffnet und danach stufenweise erweitert wurde. Die Grabsteine reflektieren unterschiedliche Stile der Friedhofskunst bis in die Gegenwart. Jell-O-Tycoon Orator Francis Woodward ist hier in einem neoklassizistischen hervortretenden Mausoleum begraben.                          |
| 13 | Marion Steam Shovel                             |                                               | 22. Feb. 2008        | Gulf Rd. 42° 59′ 33,1″ N, 77° 56′ 17,1″ W                                                              | LeRoy        | Der einzige verbliebene dampfgetriebene Bagger Marion Model 91; möglicherweise handelt es sich dabei um den größten noch existierenden Bagger seiner Art weltweit. Es wird angenommen, dass die Maschine beim Bau des Panamakanals eingesetzt wurde.                                                                |
| 14 | Morganville Pottery Factory Site                |                                               | 15. Feb. 1974        | Adresse Verschlusssache                                                                                | Morganville  | Stätte einer Fabrik, die den größten Teil des 19. Jahrhunderts hindurch existierte und keramische Rohre und Fliesen produzierte. Das Gelände wurde 1973 durch das Rochester Museum and Science Center archäologisch untersucht, doch sind vermutlich noch viele Artefakte im Boden.                                 |
| 15 | Mount Pleasant                                  |                                               | 9. Aug. 1984         | 2032 Indian Falls Rd. 43° 0′ 45″ N, 78° 20′ 35″ W                                                      | Indian Falls | kultiviertes Farmhaus aus dem Jahr 1861 im Italianate-Stil |
| 16 | Richmond Memorial Library                       |                                               | 24. Juli 1974        | 19 Ross St. 42° 59′ 52″ N, 78° 10′ 38″ W                                                               | Batavia      | 1887 im Stil des Richardsonian Romanesque erbaute Bücherei, die mehrere von Richardson in Vororten von Boston gebaute Bibliotheken nachempfunden ist. |
| 17 | Saint James’ Episcopal Church                   |                                               | 24. Sep. 2004        | 405 E. Main St. 42° 59′ 59″ N, 78° 10′ 32″ W                                                           | Batavia      | Die 1908 erbaute neugotische Kirche war die erste von vielen im westlichen New York gebaute Kirche, deren Entwurf Robert North besorgte. |
| 18 | Stafford Village Four Corners Historic District | Sanders Store, later town hall and now vacant | 8. Okt. 1976         | Kreuzung NY 5 und NY 237 42° 58′ 54″ N, 78° 4′ 25″ W                                                   | Stafford     | Gebäudeensemble aus dem 19. Jahrhundert in der ersten ständigen Siedlung auf dem Gebiet des Holland Purchase, zu dem eines der ältesten Häuser des Countys und die eklektische früher Town Hall gehört. |
| 19 | US Post Office-Le Roy                           |                                               | 11. Mai 1989         | 2 Main St. 42° 58′ 39″ N, 77° 59′ 22″ W                                                                | Le Roy       | Ein ortsansässiger Gönner finanzierte die Steine, mit der die Fassade dieses Ende der 1930er Jahre in einem ungewöhnlichen Stil gebauten Postamtes verkleidet wurde. |